# 1709 en santé et médecine
| Années de la santé et de la médecine : 1706 - 1707 - 1708 - 1709 - 1710 - 1711 - 1712    |
| Décennies de la santé et de la médecine : 1670 - 1680 - 1690 - 1700 - 1710 - 1720 - 1730 |

Cet article présente les faits marquants de l'année 1709 en santé et médecine.

## Événements
- Hiver très rigoureux suivi, en France, de la grande famine de 1709[1].
- Étienne-François Geoffroy (1672-1731) devient titulaire de la chaire de médecine au Collège royal[2]. Il la gardera jusqu'en sa mort en 1731.
- Herman Boerhaave (1668-1738) devient professeur titulaire de la chaire de médecine à l'Université de Leyde[3].

## Publication
- Pierre Dionis publie Dissertation sur la mort subite sur Gallica.

## Naissances
- 12 février : Jacques Barbeu du Bourg (mort en 1779), médecin, polygraphe, historien et scientifique français.
- 17 février : René-Théophile-Hyacinthe Laennec (mort en 1826), médecin français.
- 30 avril : Christian Gottlieb Ludwig (mort en 1773), médecin et botaniste allemand.
- 24 juin : Théodore Tronchin (mort en 1781), médecin suisse.
- 23 août : Friedrich Tiedemann (mort en 1861), médecin anatomiste et physiologiste allemand.
- 19 décembre : Julien Offray de La Mettrie (mort en 1751), médecin et philosophe matérialiste et empiriste français.

Date à préciser
- John Armstrong (mort en 1779), médecin et poète écossais.

## Décès
- 21 janvier : William Lewis (né en 1714), médecin et chimiste anglais.
- 29 août : Johann Friedrich Schweitzer ou Johann Friedrich Helvétius  (né en 1630), médecin et alchimiste.
- 17 octobre : François Mauriceau (né en 1637), un des premiers obstétricien français.